# C-League 2020
La C-League 2020 è stata la 36ª edizione della massima competizione nazionale per club della Cambogia, la squadra campione in carica è lo Svay Rieng.

## Giocatori stranieri
Il numero di giocatori stranieri è limitato a cinque per squadra. Una squadra può usare quattro giocatori stranieri sul campo in ogni partita, incluso almeno un giocatore della regione AFC.
I nomi dei giocatori in grassetto indica che il giocatore è registrato durante la finestra di trasferimento di metà stagione.
| Squadra                   | Giocatore 1          | Giocatore 2      | Giocatore 3         | Giocatore 4           | Giocatore asiatico | Ex giocatori   |
| ------------------------- | -------------------- | ---------------- | ------------------- | --------------------- | ------------------ | -------------- |
| Angkor Tiger              | Dzarma Bata          | Cristiano        | Yudai Ogawa         | Takaki Ose            | Joichiro Sugiyama  |                |
| AEU                       | Adekunjo Busayo      | Abbee Ndjoo      | Bernard Yao Kouassi | Emran Walizada        | Kanta Asami        |                |
| Bati Youth*               |                      |                  |                     |                       |                    |                |
| Boeung Ket                | Anderson Zogbe       | Mothusi Gopane   | Franc Paiva         | Kenta Yamazaki        | Hikaru Mizuno      |                |
| Electricite du Cambodge*  |                      |                  |                     |                       |                    |                |
| Kirivong Sok Sen Chey     | Barry Lelouma        | Jose Magson      | Victor Luis         |                       | Santirad Weing-in  | Arash Ostovari |
| Nagaworld                 | George Bisan         | Shane Booysen    | Marques Marcio      | Kiduko Naoto          | Yuta Naruse        |                |
| National Defense Ministry | Rasheed Omokafe      | Yannick Francois | Romário             | Mikito Endo           | Park Sung-min      |                |
| National Police           | Mathew Osa           | Momoh Degule     | Okoro Orobosa       | Abdel Kader Coulibali | Tomohiro Masaki    |                |
| Phnom Penh Crown          | Okereke Timothy      | Esoh Paul Omogba | Andrés Nieto        | Paulo Victor          | Masaaki Ideguchi   |                |
| Svay Rieng                | Befolo Mbarga        | Jonny Campbell   | Thiago Santos       | Pedro Augusto         | Daisuke Kobayashi  |                |
| Soltilo Angkor            | Kento Fujihara       | Fumiya Kogure    | Unno Tomoyuki       | Matheus Souza         | Motoyama Kota      |                |
| Visakha                   | Ajayi Opeyemi Korede | Mohammed Khan    | Filip Mihaljević    | Alisher Mirzaev       | Mustafa Zazai      |                |

- Nota: Il Bati Youth e l'Electricite du Cambodge non usano giocatori stranieri.

## Classifica
|  | Pos. | Squadra                   | Pt | G  | V  | N | P  | GF | GS | DR  |
|  | ---- | ------------------------- | -- | -- | -- | - | -- | -- | -- | --- |
|  | 1.   | Boeung Ket                | 32 | 12 | 10 | 2 | 0  | 39 | 11 | 28  |
|  | 2.   | Svay Rieng                | 31 | 12 | 10 | 1 | 1  | 45 | 13 | 33  |
|  | 3.   | Visakha                   | 23 | 12 | 7  | 2 | 3  | 39 | 12 | 27  |
|  | 4.   | National Defense Ministry | 23 | 12 | 7  | 2 | 3  | 20 | 18 | 2   |
|  | 5.   | Phnom Penh Crown          | 22 | 12 | 6  | 4 | 2  | 35 | 11 | 24  |
|  | 6.   | Nagaworld                 | 22 | 12 | 6  | 4 | 2  | 26 | 15 | 11  |
|  | 7.   | Angkor Tiger              | 21 | 12 | 6  | 3 | 3  | 22 | 12 | 10  |
|  | 8.   | Kirivong Sok Sen Chey     | 11 | 12 | 3  | 2 | 7  | 16 | 27 | -11 |
|  | 9.   | AEU                       | 10 | 12 | 3  | 1 | 8  | 16 | 40 | -24 |
|  | 10.  | Electricite du Cambodge   | 9  | 12 | 2  | 3 | 7  | 15 | 33 | -18 |
|  | 11.  | National Police           | 7  | 12 | 2  | 1 | 9  | 17 | 34 | -17 |
|  | 12.  | Soltilo Angkor            | 7  | 12 | 2  | 1 | 9  | 17 | 39 | -22 |
|  | 13.  | Bati Youth                | 2  | 12 | 0  | 2 | 10 | 4  | 46 | -42 |

### Play-Offs Championship
|                     | Pos. | Squadra                   | Pt | G  | V  | N | P | GF | GS | DR  |
| ------------------- | ---- | ------------------------- | -- | -- | -- | - | - | -- | -- | --- |
| Cambogia (bandiera) | 1.   | Boeung Ket                | 41 | 17 | 12 | 5 | 0 | 47 | 16 | +31 |
|                     | 2.   | Svay Rieng                | 41 | 17 | 13 | 2 | 2 | 58 | 18 | +40 |
|                     | 3.   | Phnom Penh Crown          | 33 | 17 | 9  | 6 | 2 | 42 | 14 | +28 |
|                     | 4.   | National Defense Ministry | 27 | 17 | 8  | 3 | 6 | 26 | 29 | -3  |
|                     | 5.   | Visakha                   | 25 | 17 | 7  | 4 | 6 | 43 | 21 | +22 |
|                     | 6.   | Nagaworld                 | 25 | 17 | 6  | 7 | 4 | 30 | 24 | +6  |

### Gruppo Retrocessione
|  | Pos. | Squadra                 | Pt | G  | V  | N | P  | GF | GS | DR  |
|  | ---- | ----------------------- | -- | -- | -- | - | -- | -- | -- | --- |
|  | 1.   | Angkor Tiger            | 36 | 18 | 11 | 3 | 4  | 35 | 22 | +13 |
|  | 2.   | Kirivong Sok Sen Chey   | 23 | 18 | 7  | 2 | 9  | 32 | 34 | -2  |
|  | 3.   | National Police         | 20 | 18 | 6  | 2 | 10 | 30 | 39 | -9  |
|  | 4.   | AEU                     | 19 | 18 | 6  | 1 | 11 | 31 | 52 | -21 |
|  | 5.   | Soltilo Angkor          | 11 | 18 | 3  | 2 | 13 | 26 | 57 | -21 |
|  | 6.   | Electricite du Cambodge | 11 | 18 | 2  | 5 | 11 | 25 | 52 | -27 |
|  | 7.   | Bati Youth              | 7  | 18 | 1  | 4 | 13 | 11 | 58 | -47 |

Legenda:

      Campione della Cambogia 2020, ammessa alla Coppa dell'AFC 2021

      Retrocessa in Cambodian Second League 2021

Note:
Tre punti a vittoria, uno a pareggio, zero a sconfitta.

## Statistiche

### Classifica in divenire
Legenda
| Colore | Significato |
| ------ | ----------- |
| rosso  | sconfitta   |
| bianco | pareggio    |
| verde  | vittoria    |

|                           | 1ª | 2ª | 3ª | 4ª | 5ª | 6ª | 7ª | 8ª | 9ª | 10ª | 11ª | 12ª | 13ª |
| ------------------------- | -- | -- | -- | -- | -- | -- | -- | -- | -- | --- | --- | --- | --- |
| Angkor Tiger              | 1  | 4  | 7  | 8  | 8  | 9  | 12 | 15 | 15 | 15  | 15  | 18  | 21  |
| AEU                       | 3  | 3  | 3  | 4  | 7  | 7  | 7  | 7  | 7  | 7   | 7   | 7   | 10  |
| Bati Youth                | 1  | 1  | 1  | 1  | 1  | 1  | 1  | 1  | 1  | 2   | 2   | 2   | 2   |
| Boeung Ket                | 1  | 4  | 5  | 8  | 8  | 11 | 14 | 17 | 20 | 23  | 26  | 29  | 32  |
| Electricite du Cambodge   | 0  | 0  | 3  | 4  | 4  | 5  | 5  | 5  | 5  | 5   | 8   | 9   | 9   |
| Kirivong Sok Sen Chey     | 0  | 0  | 0  | 0  | 1  | 4  | 4  | 7  | 7  | 7   | 7   | 8   | 11  |
| Nagaworld                 | 0  | 3  | 4  | 7  | 8  | 11 | 12 | 15 | 18 | 21  | 21  | 21  | 22  |
| National Defense Ministry | 1  | 4  | 4  | 5  | 8  | 8  | 11 | 11 | 14 | 17  | 17  | 20  | 23  |
| National Police           | 0  | 0  | 0  | 0  | 0  | 0  | 0  | 0  | 3  | 4   | 7   | 7   | 7   |
| Phnom Penh Crown          | 3  | 6  | 9  | 10 | 13 | 14 | 15 | 18 | 18 | 19  | 22  | 22  | 22  |
| Soltilo Angkor            | 0  | 0  | 0  | 0  | 3  | 3  | 3  | 3  | 3  | 4   | 4   | 7   | 7   |
| Svay Rieng                | 3  | 6  | 9  | 10 | 13 | 16 | 19 | 19 | 22 | 25  | 28  | 31  | 31  |
| Visakha                   | 3  | 3  | 6  | 9  | 9  | 10 | 13 | 16 | 19 | 19  | 22  | 22  | 23  |